# 滩头湾站
滩头湾站是位于湖南省永州市冷水滩区新乙坝村的一个铁路车站，邮政编码425100。车站建于1957年，有湘桂铁路经过该站，现仅办理货运，不办理客运业务，车站及其上下行区间均未电气化。车站距离衡阳站148公里，隶属中国铁路广州局集团有限公司衡阳车务段，是四等站。